# Норвегія на зимових Олімпійських іграх 1988
Норвегія на зимових Олімпійських іграх 1988 року, які проходили у канадському місті Калгарі, була представлена 63 спортсменами (53 чоловіками та 10 жінками) в 7 видах спорту. Прапороносцем на церемоніях відкриття та закриття Олімпійських ігор був лижник Оддвар Бро.
Норвезькі спортсмени вибороли 5 медалей, з них 3 срібних та 2 бронзових. Це вперше Норвегія не здобула жодної золотої медалі на зимовій Олімпіаді. Олімпійська збірна Норвегії зайняла 12 загальнокомандне місце.

## Медалісти
| Медалі | Призери                                                                  | Вид спорту          | Дисципліна                |
| ------ | ------------------------------------------------------------------------ | ------------------- | ------------------------- |
| Срібло | Пол Гуннар Міккельспласс                                                 | Лижні гонки         | 15 км (чоловіки)          |
| Срібло | Труде Дюбендаль Маріт Вольд Анне Ягрен Маріанне Далмо                    | Лижні гонки         | 4 × 5 км естафета (жінки) |
| Срібло | Ерік Йонсен                                                              | Стрибки з трампліна | великий трамплін          |
| Бронза | Улванг                                                                   | Лижні гонки         | 30 км (чоловіки)          |
| Бронза | Оле Християн Ейдгаммер Йон Інге Кйорум Оле Гуннар Фід'єстоль Ерік Йонсен | Стрибки з трампліна | великий трамплін? команди |

## Біатлон
Чоловіки
| Дисципліна | Спортсмени      | Промахи | Час     | Місце |
| ---------- | --------------- | ------- | ------- | ----- |
| 10 км      | Сверре Істад    | 5       | 27:34.3 | 30    |
| 10 км      | Ейрік Квальфосс | 4       | 26:51.9 | 20    |
| 10 км      | Фруде Лоберг    | 1       | 26:32.9 | 14    |
| 10 км      | Гейр Ейнанг     | 0       | 26:13.3 | 11    |

| Дисципліна | Спортсмени        | Час     | Промахи | Підсумковий час | Місце |
| ---------- | ----------------- | ------- | ------- | --------------- | ----- |
| 20 км      | Сюлфест Глімсдаль | 55:46.9 | 8       | 1'03:46.9       | 39    |
| 20 км      | Гісле Фенне       | 56:56.5 | 5       | 1'01:56.5       | 30    |
| 20 км      | Фруде Лоберг      | 56:52.7 | 4       | 1'00:52.7       | 20    |
| 20 км      | Ейрік Квальфосс   | 54:54.6 | 3       | 57:54.6         | 6     |

Чоловіки, 4 x 7.5 км естафета
| Спортсмени                                           | Дистанція | Дистанція | Дистанція |
| Спортсмени                                           | Промахи   | Час       | Місце     |
| ---------------------------------------------------- | --------- | --------- | --------- |
| Гейр Ейнанг Фруде Лоберг Гісле Фенне Ейрік Квальфосс | 0         | 1'25:57.0 | 6         |

## Гірськолижний спорт
Чоловіки
| Спортсмени         | Дисципліна         | Дистанція 1 | Дистанція 2 | Разом   | Разом |
| Спортсмени         | Дисципліна         | Час         | Час         | Час     | Місце |
| ------------------ | ------------------ | ----------- | ----------- | ------- | ----- |
| Фінн Християн Ягге | швидкісний спуск   |             |             | 2:07.64 | 35    |
| Ян Ейнар Торсен    | швидкісний спуск   |             |             | 2:04.77 | 24    |
| Атле Скордаль      | швидкісний спуск   |             |             | 2:03.26 | 15    |
| Ян Ейнар Торсен    | супергігант        |             |             | DNF     | –     |
| Атле Скордаль      | супергігант        |             |             | DNF     | –     |
| Фінн Християн Ягге | супергігант        |             |             | DNF     | –     |
| Фінн Християн Ягге | гігантський слалом | 1:09.70     | DNF         | DNF     | –     |
| Фінн Християн Ягге | слалом             | 53.40       | DNF         | DNF     | –     |

Комбінація (чоловіки)
| Спортсмени         | Швидкісний спуск | Слалом | Слалом | Разом | Разом |
| Спортсмени         | Час              | Час 1  | Час 2  | Бали  | Місце |
| ------------------ | ---------------- | ------ | ------ | ----- | ----- |
| Фінн Християн Ягге | 1:54.66          | 43.35  | 42.79  | 95.21 | 9     |
| Ян Ейнар Торсен    | 1:51.89          | DNF    | –      | DNF   | –     |
| Атле Скордаль      | 1:50.27          | DNF    | –      | DNF   | –     |

## Ковзанярський спорт
Чоловіки
| Дисципліна | Спортсмени          | Дистанція | Дистанція |
| Дисципліна | Спортсмени          | Час       | Місце     |
| ---------- | ------------------- | --------- | --------- |
| 500 м      | Бйорн Гаген         | 37.69     | 18        |
| 500 м      | Фруде Роннінг       | 37.31     | 10        |
| 1000 м     | Бйорн Гаген         | DNF       | –         |
| 1000 м     | Рольф Фальк-Ларссен | 1:15.42   | 26        |
| 1000 м     | Фруде Роннінг       | 1:15.39   | 25        |
| 1500 м     | Фруде Сювертсен     | 1:58.37   | 33        |
| 1500 м     | Рольф Фальк-Ларссен | 1:55.94   | 21        |
| 5000 м     | Фруде Сювертсен     | 7:05.57   | 33        |
| 5000 м     | Рольф Фальк-Ларссен | 6:54.37   | 12        |
| 5000 м     | Гейр Карлстад       | 6:50.88   | 7         |
| 10,000 м   | Гейр Карлстад       | DNF       | –         |
| 10,000 м   | Фруде Сювертсен     | 14:32.08  | 21        |

Жінки
| Дисципліна | Спортсмени          | Дистанція | Дистанція |
| Дисципліна | Спортсмени          | Час       | Місце     |
| ---------- | ------------------- | --------- | --------- |
| 500 м      | Едель Терезе Гойсет | 40.95     | 14        |
| 1000 м     | Едель Терезе Гойсет | 1:21.90   | 15        |
| 1500 м     | Мінна Нюстедт       | 2:12.40   | 25        |
| 1500 м     | Едель Терезе Гойсет | 2:09.34   | 20        |
| 3000 м     | Мінна Нюстедт       | 4:35.35   | 25        |
| 5000 м     | Мінна Нюстедт       | 7:54.11   | 24        |

## Лижне двоборство
Індивідуальні змагання
Дисципліни:
- нормальний трамплін
- лижні гонки, 15 км

| Спортсмени          | Дисципліна    | Стрибки з трампліна | Стрибки з трампліна | Лижні гонки            | Лижні гонки | Разом   | Разом |
| Спортсмени          | Дисципліна    | Бали                | Місце               | Відставанні від лідера | Час         | Бали    | Місце |
| ------------------- | ------------- | ------------------- | ------------------- | ---------------------- | ----------- | ------- | ----- |
| Гальстейн Богсет    | індивідуальні | 197.7               | 22                  | 3:25.4                 | 43:39.4     | 394.450 | 23    |
| Торбйорн Локкен     | індивідуальні | 199.4               | 19                  | 3:14.0                 | 40:53.0     | ?       | 6     |
| Кнут Лео Абрагамсен | індивідуальні | 204.1               | 16                  | 2:42.7                 | 44:06.2     | 390.425 | 26    |
| Тронд Арне Бредесен | індивідуальні | 215.2               | 6                   | 1:28.7                 | 41:42.6     | 411.965 | 11    |

командні змагання
Дисципліни:
- нормальний трамплін
- лижні гонки, 10 км

| Спортсмени                                           | Стрибки з трампліна | Стрибки з трампліна | Лижні гонки            | Лижні гонки | Разом |
| Спортсмени                                           | Бали                | Місце               | Відставання від лідера | Час         | Місце |
| ---------------------------------------------------- | ------------------- | ------------------- | ---------------------- | ----------- | ----- |
| Гальстейн Богсет Тронд Арне Бредесен Торбйорн Локкен | 596.6               | 3                   | 2:46.0                 | 1'21:34.4   | 4     |

## Лижні перегони
Чоловіки
| Дисципліна | Спортсмени               | Дистанція | Дистанція |
| Дисципліна | Спортсмени               | Час       | Місце     |
| ---------- | ------------------------ | --------- | --------- |
| 15 км C    | Тер'є Ланглі             | 42:59.3   | 12        |
| 15 км C    | Вегард Улванг            | 42:31.5   | 7         |
| 15 км C    | Оддвар Бро               | 42:17.3   | 4         |
| 15 км C    | Пол Гуннар Міккельспласс | 41:33.4   | 2         |
| 30 км C    | Мартін Голе              | 1'31:47.5 | 31        |
| 30 км C    | Тор Гокон Голте          | 1'29:59.5 | 21        |
| 30 км C    | Пол Гуннар Міккельспласс | 1'25:44.6 | 6         |
| 30 км C    | Вегард Улванг            | 1'25:11.6 | 3         |
| 50 км F    | Тор Гокон Голте          | 2'12:56.6 | 31        |
| 50 км F    | Торгейр Бйорн            | 2'08:41.0 | 11        |
| 50 км F    | Пол Гуннар Міккельспласс | 2'08:20.0 | 9         |
| 50 км F    | Вегард Улванг            | 2'06:32.3 | 4         |

Чоловіки, 4 × 10 км естафета
| Спортсмени                                                     | Дистанція | Дистанція |
| Спортсмени                                                     | Час       | Місце     |
| -------------------------------------------------------------- | --------- | --------- |
| Пол Гуннар Міккельспласс Оддвар Бро Вегард Улванг Тер'є Ланглі | 1'46:87.7 | 6         |

Жінки
| Дисципліна | Спортсмени            | Дистанція | Дистанція |
| Дисципліна | Спортсмени            | Час       | Місце     |
| ---------- | --------------------- | --------- | --------- |
| 5 км C     | Бріт Петтерсен        | 15:36.7   | 11        |
| 5 км C     | Маріанне Далмо        | 15:30.4   | 9         |
| 5 км C     | Інгер Гелене Нюбротен | 15:17.7   | 6         |
| 5 км C     | Анне Ягрен            | 15:12.6   | 4         |
| 10 км C    | Анне Ягрен            | 31:34.1   | 16        |
| 10 км C    | Маріт Вольд           | 31:31.6   | 15        |
| 10 км C    | Бріт Петтерсен        | 31:20.5   | 14        |
| 10 км C    | Інгер Гелене Нюбротен | 30:51.7   | 6         |
| 20 км F    | Маріт Вольд           | 1'00:55.0 | 24        |
| 20 км F    | Анетте Боє            | 59:45.8   | 20        |
| 20 км F    | Маріт Ельвеос         | 59:33.2   | 18        |
| 20 км F    | Маріанне Далмо        | 58:31.1   | 8         |

Жінки, 4 × 5 км естафета
| Спортсмени                                            | Дистанція | Дистанція |
| Спортсмени                                            | Час       | Місце     |
| ----------------------------------------------------- | --------- | --------- |
| Труде Дюбендаль Маріт Вольд Анне Ягрен Маріанне Далмо | 1'01:33.0 | 2         |

## Стрибки з трампліна
| Спортсмени             | Дисципліна       | Jump 1   | Jump 1 | Jump 2   | Jump 2 | Разом | Разом |
| Спортсмени             | Дисципліна       | Відстань | Бали   | Відстань | Бали   | Бали  | Місце |
| ---------------------- | ---------------- | -------- | ------ | -------- | ------ | ----- | ----- |
| Ерік Йонсен            | Normal hill      | 75.0     | 80.1   | 79.0     | 91.0   | 171.1 | 41    |
| Оле Гуннар Фід'єстоль  | Normal hill      | 79.5     | 91.3   | 80.0     | 93.1   | 184.4 | 22    |
| Оле Християн Ейдгаммер | Normal hill      | 79.5     | 92.3   | 80.5     | 94.4   | 186.7 | 19    |
| Вегард Опос            | Normal hill      | 80.5     | 92.9   | 72.0     | 73.3   | 166.2 | 45    |
| Йон Інге Кйорум        | великий трамплін | 107.0    | 99.2   | 101.5    | 90.0   | 189.2 | 15    |
| Вегард Опос            | великий трамплін | 106.0    | 99.8   | 97.5     | 85.4   | 185.2 | 19    |
| Оле Християн Ейдгаммер | великий трамплін | 108.5    | 104.8  | 98.0     | 83.1   | 187.9 | 17    |
| Ерік Йонсен            | великий трамплін | 114.5    | 113.7  | 102.0    | 94.2   | 207.9 | 2     |

великий трамплін, команди
| Спортсмени                                                               | Результат | Результат |
| Спортсмени                                                               | Бали      | Місце     |
| ------------------------------------------------------------------------ | --------- | --------- |
| Оле Християн Ейдгаммер Йон Інге Кйорум Оле Гуннар Фід'єстоль Ерік Йонсен | 596.1     | 3         |

## Хокей
Склад команди
- Ярл Еріксен
- Верн Мотт
- Като Том Андерсен
- Морган Андерсен
- Тор Хельге Ейкеланд
- Оге Елінгсен
- Томмі Скорберг
- Трулс Крістіансен
- Кім Согорд
- Петтер Сальстен
- Йорген Сальстен
- Арне Більквам
- Стефен Фойн
- Ярле Фріс
- Руне Гулліксен
- Гейр Гофф
- Рой Йогансен
- Ерік Крістіансен
- Ор'ян Ловдаль
- Сігурд Тінн
- Петтер Торесен
- Маріус Войгт 
- Ларс Бергсенг

- Головний тренер: Леннарт Олберг

Група B
|                | Pld | W | L | T | GF | GA | Pts |
| -------------- | --- | - | - | - | -- | -- | --- |
| СРСР           | 5   | 5 | 0 | 0 | 32 | 10 | 10  |
| ФРН            | 5   | 4 | 1 | 0 | 19 | 12 | 8   |
| Чехословаччина | 5   | 3 | 2 | 0 | 23 | 14 | 6   |
| США            | 5   | 2 | 3 | 0 | 27 | 27 | 4   |
| Австрія        | 5   | 0 | 4 | 1 | 12 | 29 | 1   |
| Норвегія       | 5   | 0 | 4 | 1 | 11 | 32 | 1   |

- СРСР 5-0  Норвегія
- ФРН 7-3  Норвегія
- Чехословаччина 10-1  Норвегія
- США 6-3  Норвегія
- Австрія 4-4  Норвегія

Поєдинок за 11 місце
| Команда 1 | Рахунок | Команда 2 |
| --------- | ------- | --------- |
| Франція   | 7–6 SO  | Норвегія  |

Збірна Норвегії з хокею зайняла останнє 12 місце на турнірі.